# Седьмой рассвет
«Седьмой рассвет» (англ. The 7th Dawn) — драма Льюиса Гилберта 1964 года. Действия фильма разворачиваются во время войны в Малайе и после неё. Картина основана на романе «Дурийское дерево» Майкла Кеона.
Главные роли исполнили Уильям Холден, Тэцуро Тамба и Капучине.

## Сюжет
Три товарища (двое мужчин и одна женщина), воевавшие против японцев во время войны в Малайе за Британскую Малайю, после войны идут по разным путям. Один из них — Феррис — заводит собственную плантацию, а его любовницей становится Дхана (возглавляет профсоюз школьных учителей). Третий (в фильме он упоминается как «Нг») уезжает в Москву для получения образования; после возвращения он становится преданным коммунистическим революционером.

## В ролях
| Актёр            | Роль                 |
| ---------------- | -------------------- |
| Уильям Холден    | майор Феррис         |
| Капучине         | Дхана                |
| Тэцуро Тамба     | Нг                   |
| Сюзанна Йорк     | Кэндис Трампи        |
| Аллан Катбертсон | полковник Кавендиш   |
| Морис Денэм      | Тарлтон              |
| Сидней Тафлер    | комиссар полиции Том |
| Бьюла Ку         | Ах Мин               |

## Производство
В 1960 году вышел в свет роман «Дурианское дерево». Его написал австралийский журналист Майкл Кеон, а главный герой был по национальности австралийцем. Издание The New York Times похвалило роман и назвало его «амбициозным и серьёзным», однако отменило, что «Кеон был хорошим репортёром, но плохим писателем». Газета Los Angeles Times прокомментировала книгу как «провокационную».
Позже права на экранизацию были куплены Чарльзом Фельдманом.
По сценарию Сюзанна Йорк должна была исполнить обнажённую сцену, однако она категорически отказывалась. Позже она всё же согласилась это сделать в одном дубле. Во время съёмок кто-то сделал фотографии, которые позже были опубликованы в журнале Playboy. Сама Йорк прокомментировала скандал так: «У кого-то была камера для съёмки дальних объектов. Я бы просто хотела забыть об этом».

## Релиз
Сборы составили 2,3 млн долларов. Картина заняла 89-е место в списке лучших фильмов 1964 года.

## Саундтрек
Композитором фильма стал Риц Ортолани, в особенности благодаря успеху его саундтрека к «Собачему миру» (1963 год). Главную композицию «The 7th Dawn» спела группа The Lettermen. Роланд Шоу позже выпустил инструментальную версию саундтрека.